# 斜形饶氏吸虫
斜形饶氏吸虫（学名：Lutztrema obliquum）为双腔科饶氏属的动物。分布于巴西、哥斯大尼加以及中国大陆的福建等地，营寄生生活，终末宿主八哥，寄生于肝脏以及胆管。